# Harpegnathos
Harpegnathos és un gènere basal de formigues de la subfamília dels ponerins (Ponerinae) pròpies del sud i sud-est d'Àsia.

## Història natural
L'estructura de formació de la colònia d'aquestes formigues és diferent a altres gèneres. Al principi, les joves reines alades volen des de la seva colònia natal, s'aparellen amb els mascles a l'exterior i comencen a formar noves colònies de forma independent. El que difereix d'altres formigues és que, una vegada que la reina fundadora mor (després d'alguns anys), diverses obreres la substitueixen com a reproductores de la colònia. És característic de diverses espècies de ponerins que les obreres puguin aparellar-se (gairebé sempre amb mascles forans) i emmagatzemin espermatozoides a l'espermateca.
Cada any, les noves reines alades es dispersen i torna a començar el procés una altra vegada. La combinació de la reina i els resultats ja comentats de reproducció donen una major esperança de vida a les colònies.

## Espècies
El gènere Harpegnathos inclou 9 espècies:
- Harpegnathos alperti
- Harpegnathos empesoi
- Harpegnathos hobbyi
- Harpegnathos honestoi
- Harpegnathos macgregori
- Harpegnathos medioniger
- Harpegnathos pallipes
- Harpegnathos saltator
- Harpegnathos venator